# Risico-neutraliteit
In de theoretische economie en de financierings- en beleggingsleer houdt risico-neutraliteit in dat een economisch agent gedrag vertoont dat noch risico-avers, noch risico-zoekend is. Dit betekent dat als de wiskundige verwachting bij twee kansspelen gelijk is, deze gelijkwaardig zijn.
Indien een economische agent in een spel twee keuzen krijgt voorgelegd: ofwel direct €50 uitbetaald krijgen, ofwel een 50% kans op of €100 of op €0, zal een risico-neutrale agent geen voorkeur hebben voor een van deze twee voorgelegde opties. Dit in tegenstelling tot zowel een risico-avers persoon, die liever iets minder dan €50 krijgt uitgekeerd in plaats van in te gaan op deze riskante keuze als ook een risico-preferent persoon, die genoegen zou nemen met een kleinere kans dan 50% in dit spel van quite of dubbel.
In de Sint-Petersburgparadox is de wiskundige verwachting van de winst oneindig, zodat van de speler op basis van risico-neutraliteit een maximale inzet wordt verwacht. Daniel Bernoulli loste de paradox in 1738 op door te stellen dat kansen verschillend worden beoordeeld op basis van de morele verwachting of nut. Hij kwam zo tot een vroege versie van de verwachtenutshypothese (expected utility hypothesis) waarin de omstandigheden waarin iemand zich bevindt van invloed zijn op de inzet van de speler.